# 第2次ブリティッシュ・インヴェイジョン
第2次ブリティッシュ・インヴェイジョン（だいにじブリティッシュ・インヴェイジョン、英語: Second British Invasion）は、アメリカ合衆国において人気となるイギリスのグループなどが、1982年の半ばから、1986年後半にかけての時期に、おもにケーブルテレビの音楽専門チャンネルMTVのおかげで多数登場した現象。この用語は、1960年代において合衆国で起こった同様の現象であったブリティッシュ・インヴェイジョンに由来している。このインベイジョン（侵略）に加わったグループなどには、広く様々なスタイルのものが含まれていたが、その中心となっていたのはシンセポップやニュー・ウェイヴの影響を受けた者たちであった。1980年代後半になると、第2次ブリティッシュ・インヴェイジョンに代わって、グラム・メタルやダンス・ミュージックが合衆国のチャートで上位を占めるようになっていった。

## 背景
1970年代後半から1980年代前半にかけて、イギリスの音楽は、「パンク/ニュー・ウェイヴ」革命の影響を大きく受けていた。1979年はじめ、ダイアー・ストレイツの「悲しきサルタン」と、ポリスの「ロクサーヌ」が『American Top 40』に入り、少し遅れてエルヴィス・コステロ、スニッフ&ザ・ティアーズ、プリテンダーズ、ゲイリー・ニューマン、スクイーズが、そこそこのヒットを出した。後にスクリップス＝ハワード（Scripps-Howard：E. W. Scripps Companyの前身）の報道は、この一連の成功を第2次ブリティッシュ・インヴェイジョンの初期段階とした。
既にこの時点で、ミュージック・ビデオはイギリスのテレビの音楽番組にとって5年ほど前から重要な素材となっており、映像表現に凝った短編映画のようなものに進化を遂げていた。当時、合衆国におけるポップやロックは、聴衆の断片化やディスコ音楽への反動など、いろいろな事情を抱えてスランプに陥っていた。合衆国勢の大部分は、ビデオを制作しておらず、作っている場合でも、コンサートにおける演奏の映像を編集したものがほとんどであった。1981年8月1日にケーブルテレビの音楽専門チャンネルMTVが開局したとき、既に数多くそこにあったイギリスのニュー・ウェイヴのミュージック・ビデオを流すより他に選択肢はほとんどなかった。バグルスの「ラジオ・スターの悲劇」は、合衆国においてMTVが最初に放送したビデオとなった。当初、MTVは、小さな町や郊外住宅地などの一部でしか視聴できなかった。ところが、ある地域でMTVが視聴できるようになると、MTVから流れているだけのバンドなどのレコード売り上げが急伸し、ラジオ局に聴取者からのリクエスト電話がかかるという現象が起こり、音楽産業界は驚いた。1981年にはまた、ロサンゼルスのラジオ局KROQ-FMが、「Rock of the '80s」というラジオ・フォーマットを始め、ロサンゼルスで最も人気の高い放送局へと歩み始めた。
さらに1981年には、ダンス・チャートでもインヴェイジョンを予感させる兆しが見えていた。『Rockpool』誌のダンス・ロック・チャートでは、トップ30にアメリカ合衆国出身のグループが7組しかいない状態となり、同年中の遅い時期には『ビルボード』誌のディスコ・チャートにイギリス勢の12インチ・シングルが登場するようになった。特に、輸入レコードやイギリスの音楽新聞が入手しやすいマンハッタンでは、この傾向は特に強く、『ニューヨーク・ロッカー』誌は「アングロフィリア（イギリス好き）」が合衆国のアンダーグラウンドな音楽活動を阻害していると警鐘を鳴らした。

## インヴェイジョン
1982年7月3日から、ヒューマン・リーグの「愛の残り火」(Don't You Want Me) が Billboard Hot 100 の首位に3週間とどまった。この曲は、MTVの放送から相当の追い風を受けており、『The Village Voice』誌は、「まさしく間違いなくこの時点が、MTVが拍車をかけた、第2次ブリティッシュ・インヴェイジョンが始まった瞬間だった」と述べた。1982年9月に、MTVがメディアの大中心地であるニューヨークとロサンゼルスでも視聴できるようになると、新たな「ビデオ時代 (video era)」が広く積極的に喧伝されるようになった。同年秋には、もっぱらビデオの力だけでヒットした最初の曲であるフロック・オブ・シーガルズの「アイ・ラン」(I Ran (So Far Away)) が、ビルボードのトップ10に入った。やがて、デュラン・デュランの一連の艶やかなビデオが、MTVの力を象徴するようになっていった。1983年には、ビリー・アイドルの「ホワイト・ウェディング」(White Wedding) と「アイズ」(Eyes Without a Face) がMTVで大きく取り上げられ、2枚目のアルバム『反逆のアイドル』(Rebel Yell) が商業的成功を収めた。同様にチャートの首位に達したポップ・ロックの楽曲の例としては、ボニー・タイラーの「愛のかげり」(Total Eclipse of the Heart)、ジョン・ウェイトの「ミッシング・ユー」(Missing You)、ロバート・パーマーの「恋におぼれて」(Addicted to Love) などがあった。ガール・グループのバナナラマは、「クルーエル・サマー」(Cruel Summer) と「ヴィーナス」(Venus) をヒットさせ、後者はチャートの首位に達した。
音楽産業は、ニュー・ポップ (New Pop) やニュー・ミュージック (New Music) という言葉で、カルチャー・クラブやユーリズミックスのような、若く、ほとんどがイギリス人で、両性具有的、テクノロジー志向のアーティストたちを総称するようになった。第2次ブリティッシュ・インヴェイジョンのアーティストたちの多くは、パンクの時代にキャリアをスタートさせ、より広い聴衆に変化をもたらしたいと望んでおり、特定の共通したサウンドの響きはないものの、ポップ・ミュージックの文脈の中ではリスクを恐れない精神によって特徴づけられていた。デフ・レパードやビッグ・カントリー、シンプル・マインズなど、ビデオの活用法を心得ていたロック志向のアーティストたちは、イギリスから新たに流れ込む音楽の一部を成した。
1983年のはじめ、ラジオ・コンサルタントのリー・エイブラムスは、70曲に及んだアルバム・オリエンテッド・ロック局の顧客たちに対し、新曲を放送する比重を倍増させることを助言した。この年、合衆国におけるレコード売上の  30% は、イギリス人アーティストたちによるものであった。7月16日には、トップ40のうち20曲をイギリス勢が占め、それまで最高だった1965年の14曲という記録を塗り替えた。『ニューズウィーク』誌は、表紙でアニー・レノックスとボーイ・ジョージを取り上げた号に、「Britain Rocks America – Again」（イギリスがアメリカを揺さぶる - 再び）というキャプションを掲げ、『ローリング・ストーン』誌は1983年11月に「England Swings」（イングランドはスイングする）と題した特集号を出した。カルチャー・クラブとデュラン・デュランは、最初のブリティッシュ・インヴェイジョンの際のビートルマニアにも似たヒステリーをティーンエイジャーたちの間に巻き起こした。1984年4月のトップ100のシングルのうち40曲、1985年5月25日の時点ではトップ100のうち25曲、トップ10のうち8局がイギリス勢のものであった。第2次ブリティッシュ・インヴェイジョンの最盛期であった1985年には、シンプル・マインズの「ドント・ユー?」(Don't You (Forget About Me)) からティアーズ・フォー・フィアーズの「シャウト」(Shout) まで、イギリス連邦諸国のアーティストたちによる曲が連続8曲、3か月にわたって首位を独占し続け、もし、8月24日付と8月31日付で首位に立ったヒューイ・ルイス&ザ・ニュースの「パワー・オブ・ラヴ」(The Power of Love) がなければ、連続記録はさらに7週間伸びていたはずであった。1985年の映画『ブレックファスト・クラブ』で使用された「ドント・ユー?」は、イギリスのアーティストたちが一連のブラット・パック映画に主題曲を提供した3例の最初であり、これにジョン・パーのチャート首位となったシングル「セント・エルモス・ファイアー」(St. Elmo's Fire)（この曲を首位から引きずり下ろしたのがダイアー・ストレイツの「マネー・フォー・ナッシング」）と、ザ・サイケデリック・ファーズの「プリティ・イン・ピンク」(Pretty in Pink) が続いた。
黒人聴取者向けとされる合衆国のラジオ局も、第2次ブリティッシュ・インヴェイジョンのアーティストたちを流した。音楽評論家ネルソン・ジョージは、そうした楽曲がダンスに向いていたことを踏まえ、これを「逆クロスオーバー」(reverse crossover) と呼んだ。音楽ジャーナリストのサイモン・レイノルズはこれを理論付け、最初のブリティッシュ・インヴェイジョンのときと同じように、ワム!やユーリズミックス、カルチャー・クラブ、ポール・ヤングといった、アメリカの黒人音楽の影響を受けたイギリス人アーティストたちが、成功に拍車をかけたのだと論じた。
第2次ブリティッシュ・インヴェイジョンの時期には、既に評価を確立していた、クイーン、デヴィッド・ボウイ、ポール・マッカートニー、フィル・コリンズ、ロッド・スチュワート、エルトン・ジョンらも、人気を一層高め、最初のブリティッシュ・インヴェイジョンの時期にまで遡る、ジョージ・ハリスン、エディ・グラント、ホリーズ、ムーディー・ブルースといったアーティストたちも、そのキャリアの最後の時期における大きなヒットをこの時期に出した。ジェネシス名義での曲を合算すると、1980年代のBillboard Hot 100において、他の誰よりも多くのトップ40入りしたヒット曲を生み出したのは、フィル・コリンズであった。

## 反応
このような一連の動きや、通常では考えられないような大幅な規模での新しいアーティストたちのチャートへの出現は、合衆国に大きな激変が起きているという感覚を生じさせた。主流派メディアのコメンテーターたちは、MTVやイギリスのアーティストたちが、1960年代以降には失われていた多彩さやエネルギーをポップ・ミュージックにもたらしたのだと評したが、ロック・ジャーナリストたちは、おしなべてこの現象に敵対的な姿勢をとり、中身のない見栄えばかりのものであり、「イングランドの散髪バンド (English haircut bands)」たちは、然るべき責任を果たしていないと批判した。「ニュー・ポップ」と呼ばれた音楽は、はじめのうちはイギリスでも好意的に迎えられた。しかし、1983年には、オレンジ・ジュースの「Rip It Up」が発表され、「醜悪なポップ・スターたちを殺せ (kill ugly pop stars)」というグラフィティが現れたが、これらはいずれも、第2次ブリティッシュ・インヴェイジョンのグループたちへの反発であり、パンクへのノスタルジアであった。フィラデルフィアのパンク・グループ、ザ・デッド・ミルクメンの「Instant Club Hit (You'll Dance to Anything)」は、イギリスのオルタナティヴ/ニュー・ウェイヴの後追いをするアメリカのサブカルチャーを皮肉交じりに描いた曲で、アンダーグラウンドでのヒットとなった。
音楽ジャーナリストのサイモン・レイノルズによると、1984年に独立系の諸レーベルと契約を結んだアーティストたちの大部分は、様々なロックの影響を掘り下げ、第2次ブリティッシュ・インヴェイジョンに代わるオルタナティブとなっていったという。レイノルズは、特にザ・スミスとR.E.M.を、最も重要な「オルト・ロックのアクト (alt rock acts)」だと名指しした上で、そうしたグループについて、彼らは「80年代の流れに反抗したという意味においてのみ、80年代のバンドだった」と述べている。
第2次ブリティッシュ・インヴェイジョンが、最も直接的な影響を及ぼしたのは、インヴェイジョンの直前にはカントリー・ポップのクロスオーバー・アーティストたちを拠り所として、メインストリームでも人気を博す短いルネッサンスの状況にあったアメリカのカントリー・ミュージックだった。1984年、メインストリームにおけるカントリーの人気は、かつてのディスコ・ブームのとき以来の水準まで凋落し、ナッシュビルのミュージック・ロウの音楽出版社たちは、方向を転換して、カントリーの中核的なファンの間で人気があるネオトラディショナル・カントリーのアーティストたちを売り込んでいくことにしたが、カントリー界の外側への訴求力は、限られたものになった。カントリーが、その領域を超えて、再び広く訴求力をもつようになるのは、1991年まで待たなければならなかった。

## 終焉
1980年代が終わりに近づくにつれ、アメリカのロックやヘヴィメタル、ポップ・ミュージックのアーティストたちも、ビデオを使って自分たちを売り込む術を学び、キャッチーなシングルを作るようになっていった。ABCのマーティン・フライは、「実際のところ、マドンナやプリンス、マイケル・ジャクソンなんかが、イギリスのいろんな連中よりずっと上手に、ずっと大きく、もっとグローバルにやったということさ」と述べている。1983年から1985年にかけて、いくつものグラム・メタルのバンドが、合衆国のチャートに食い込み、MTVでもある程度の頻度で放送されたが、ヘヴィメタルは依然として、もっぱら十代の少年たちにだけ人気があるジャンルだと見られていた。1986年の春から夏にも、第2次ブリティッシュ・インヴェイジョンに連なるアーティストたちはチャートでの成功を続けており、8曲がBillboard Hot 100の首位に達した。秋になると、ボン・ジョヴィの3枚目のアルバム『ワイルド・イン・ザ・ストリーツ』(Slippery When Wet) が、アルバム・チャート Billboard 200 の首位に立ち、中断を挟んで、のべ8週にわたって首位を占め、アルバムからの先行シングル「禁じられた愛」が、ヒューマン・リーグの「ヒューマン」を抑えて Hot 100 の首位に立った。こうした展開が重なり、ニュー・ミュージックは徐々に目立たないものになっていった。1987年には、MTVにおけるニュー・ミュージックの露出は、もっぱら『The New Video Hour』に限られるようになっていた。1988年には、イギリス勢が盛り返し、12曲のシングルが Hot 100 の首位に立った。
1990年代半ばにも、スパイス・ガールズは第2次ブリティッシュ・インヴェイジョンの一部とされ、ブリットポップの優れたアーティストたちの中にも、スパイス・ガールズだけでなくオアシスやロビー・ウィリアムズのように、合衆国でも一定の成功を収めるものが現れたが、1980年代の先行者たちのようにはいかなかった。合衆国のチャートにおけるイギリス勢の後退が進んだ結果、2002年4月27日付の Hot 100 のチャートでは、ほぼ40年ぶりにイギリス勢が完全に姿を消した。